# Melanie Thornton
Melanie Thornton (Charleston, Južna Karolina, 13. svibnja 1967. – 24. studenog 2001.), bila je američko-njemačka pop pjevačica koja je slavu stekla u Njemačkoj. Bila je članica eurodance/dance-pop dueta (sastava) La Bouche. Sredinom 1990-ih ovaj je sastav imao nekoliko uspješnica, kao što su: "Be My Lover" i "Sweet Dreams". U Njemačkoj je uspjela stvoriti srednje uspješnju solo karijeru prije smrti. Njezini napoznatiji solo hitovi su "Love How You Love Me", "Wonderful Dream" te "Memories and Heartbeat". Poginula je u avionskoj nesreći u blizini Bassersdorfa u Švicarskoj 2001. godine.

## Osobni život i karijera
Melanie Janene je rođena u Charlestonu u Južnoj Karolini, gdje je u dobi od 6 godina počela učiti pjevati, te svirati klavir i klarinet. Dok je odrastala njezina majka je slušala Arethu Franklin i Robertu Flack. Zbog toga je kao djevojčica oponašala te pjevačice koje je vidjela na televiziji ili čula na radiju.
Kasnije je sama financirala svoj studiji na koledžu s pojavljivanjima na natjecanjima talenta i manjim koncertima na kojima su nastupali manje poznati sastavi. Često je posjećivala klub koji se zvao The Peacock Lounge gdje bi ustajala i nastupala u spontanim nastupima kada je sastav u živo pozvao ljude na pozornicu kako bi pjevali. Dugo je sanjala o glazbenoj karijeri, pa je u veljači 1992. otišla u Njemačku. Njezina sestra je već tamo živjela sa svojim mužom koji je služio u Njemačkoj kao vojnik SAD-a, te jer je također imala dvojno državljanstvo (ono njemačko i ono američko). Njegov ujak, Bob Chisolm, pjevač i pijanist, poticao ju je da se okuša u njemačkim noćnim klubovima. Zbog toga je počela pjevati u raznim njemačkim klubovima, gdje bi u dobroj noći uspjela zaraditi i 50 $. No, Bob Chisolm joj je također rekao da će onih noći kada amaterski nastupaju sastavi moći zaraditi i do 150 $.
U tome se okušala, pa je uskoro našla posao u raznim studijima snimajući demosnimke. Među tim demosnimkama našla se i ona koju je snimila za pjesmu "Sweet Dreams", koja je pobudila pažnju producenta Franka Fariana koji je pak slavu stekao kao onaj koji je otkrio i bio producent poznatog dvojca iz 1980-ih Milli Vanilli. Farian je uzeo Melanie pod svoje okrilje, spojivši je s reperom Lane-om McCray, nakon čega su njih dvoje stvorili duo La Bouche, što na francuskom znači usta.
U veljači 2000. je napustila La Bouche, gdje ju je zamijenila Natascha Wright, dok je Lane ostao dio projekta La Bouche. Nakon toga je sklopila ugovor s diskografskom tvrtkom Sony/Epic Records. Njezin prvi solo singl, koji je usput i balada, Love How You Love Me, pušten je u prodaju u studenom 2000. (Ovaj Maxi CD sadržavao je i nekoliko dance remiksova).
Ovaj novi single prezentirala je po prvi put 29. studenog 2000. na njemačkom televizijskom programu RTL u emisiji RTL Spendenmarathon, a po drugi put prilikom nastupa na Dome-u u Berlinu. Njezin sljedeći singl se zvao Heartbeat.
7. svibnja 2001. Melanie je objavila svoj prvi (i jedini) solo album pod naslovom Ready To Fly kod diskografske tvrtke X-Cell (dok je distribucija prepuštena tvrtci Sony/Epic Records). Nastavila je nastupati u raznim klubovima u SAD-u motom/naslovom "Melanie Thornton, formerly of La Bouche" ("Melanie Thornton, bivši član La Bouche-a").

## Njezina smrt i uspomena na nju
24. studenog 2001. Melanie je poginula u zrakoplovnoj nesreći aviona Crossair Flight 3597 u blizini mjesta Bassersdorf kod Züricha u Švicarskoj. Posljednji nastup održala je u Leipzigu, nakon čega se odvezla u Berlin gdje je sjela na nesretni zrakoplov za Zürich zbog nastupa na radiju i televiziji (između ostalog, kako bi nastupila u šou Die Bar na televizijskom programu TV3, koji je nakon toga otkazan) kako bi promovirala svoj novi singl Wonderful Dream (Holidays Are Coming) i svoj novi album Ready To Fly (New Edition). Pjesma Wonderful Dream je božićna balada snimljena za Coca-Cola-inu TV reklamu. No, iako se njezina smrt praktički dogodila dan prije togodišnje božićne sezone, Coca-Cola je ipak odlučila ostati pri naumu s tom reklamom kao što je i planirano. Ova je pjesma korištena za Coca-Cola-ine božićne reklame u Njemačkoj, Irskoj, Ujedinjenom Kraljevstvu, Belgiji, Nizozemskoj, Norveškoj i Švedskoj. Originalna reklama se u Njemačkoj emitira svake godine, sve od božićnog razdoblja 2001. godine. Pjesma Wonderful Dream (Holidays Are Coming) se, od toga vremena, uvijek iznova pojavljuje na njemačkim glazbenim ljestvicama, i to svaki put na visokim pozicijama.
25. studenog 2002. objavljen je singl In Your Life u spomen prve obljetnice njezine smrti. Uključena je u spomen posveta Lane McCray i SonyBmg/X-CELL Recordsa.
Melanie Thornton je pokopana u Mount Pleasant Memorial Gardensu, u Mount Pleasantu, u Južnoj Karolini.

## Diskografija

### Singlovi
- "Love How You Love Me" (6. studenog 2000. zajedno s glazbenim spotom)
- "Heartbeat" (9. travnja 2001. zajedno s glazbenim spotom)
- "Makin' Oooh Oooh (Talking About Love)" (3. rujna 2001. zajedno s glazbenim spotom)
- "Wonderful Dream (Holidays Are Coming)" (26. studenog 2001., reizdanje 24. studenog 2003. zajedno s glazbenim spotom)
- "Wonderful Dream (Holidays Are Coming)(Pock It 8 cm CD)" (15. studenog 2004.)
- "In Your Life" (25. studenog 2002. zajedno s glazbenim spotom)

### Albumi
- Ready To Fly (7. svibnja 2001.)
- Ready To Fly (New Edition) (26. studenog 2001.)

### Kompilacije
- Best of La Bouche feat. Melanie Thornton (21. svibnja 2002.)
- Memories - Her Most Beautiful Ballads (1. prosinca 2003.)

## Vanjske poveznice
- melaniethornton.de službena web stranica
- Melanie Thornton u internetskoj bazi filmova IMDb-a
- Melanie Thornton na Findagrave.com
- Melanie Thornton na Razyboard.com  Arhivirana inačica izvorne stranice od 25. svibnja 2007. (Wayback Machine)
- labouche.info službena fan stranica  Arhivirana inačica izvorne stranice od 25. veljače 2009. (Wayback Machine)